# Madeleine Peyroux
Madeleine Peyroux (Athens (Georgia), 18 april 1974) is een Amerikaanse jazz-zangeres. Peyroux (spreek uit: 'pej-roe') is bekend om haar stemgeluid, dat wel wordt vergeleken met dat van Billie Holiday.

## Jonge jaren
Peyroux werd geboren in Georgia, Verenigde Staten. Haar gezin verhuisde naar Brooklyn (New York) toen Peyroux zes jaar oud was, zodat haar vader een carrière als acteur kon nastreven. Ze groeide op in de stad New York en Zuid-Californië. Toen ze dertien jaar oud was scheidden haar ouders en verhuisde ze met haar moeder naar Parijs. Daar woonde ze tot haar tweeëntwintigste.

## Carrière
Peyroux begon met zingen toen ze vijftien was, als straatmuzikant in het Quartier Latin (Parijs). Ze sloot zich aan bij een groep genaamd Riverboat Shufflers, eerst om met de pet rond te gaan, maar daarna als zangeres. Op haar zestiende werd ze lid van The Lost Wandering Blues and Jazz Band. Gedurende twee jaar toerden zij door Europa, waarbij zij liedjes vertolkten van onder anderen Fats Waller, Billie Holiday, Ella Fitzgerald, wat de basis legde van het materiaal voor haar eerste album, Dreamland. De cd, die de sfeer ademt van de jaren twintig en dertig van de twintigste eeuw, bevat uitvoeringen van Fats Wallers I'm Gonna Sit Right Down and Write Myself a Letter, Billie Holiday's Gettin' Some Fun Out of Life en nummers die eerder vertolkt waren door Bessie Smith, zoals Reckless Blues en Lovesick Blues. Peyroux nam daarnaast op Dreamland drie eigen nummers op: Always a Use (waarbij zij zichzelf op gitaar begeleidt), Hey Sweet Man en Dreamland.
Dreamland kwam uit in 1996 en trok direct veel aandacht. Naar aanleiding van het debuutalbum werd Peyroux gevraagd als zangeres in voorprogramma's van Sarah McLachlan en Cesária Évora, en trad zij op op jazzfestivals. De zes jaren die volgden bracht Peyroux als straatmuzikant in Parijs door. Bij uitzondering trad ze op in het buitenland, maar in het algemeen hield ze zich op de achtergrond.
De tweede cd van Peyroux met de titel Careless Love zag pas acht jaar later, in september 2004, het levenslicht en werd over het algemeen goed ontvangen. Van het album werden wereldwijd meer dan een miljoen exemplaren verkocht. Op de cd zijn covers te vinden van nummers van Leonard Cohen (Dance Me to the End of Love), Bob Dylan (You're Gonna Make Me Lonesome When You Go), Elliott Smith (Between the Bars), Hank Williams (Weary Blues) en anderen. Ook is een nummer opgenomen dat Peyroux zelf schreef, samen met Jesse Harris en producer Larry Klein, getiteld Don't Wait Too Long.
Haar derde soloalbum, met de titel Half the Perfect World, verscheen op 12 september 2006. Voor de cd werkte Peyroux samen met verschillende artiesten, onder wie Jesse Harris, Walter Becker, Larry Klein (die ook het album produceerde) en k.d. lang, met wie Peyroux als duet een cover uitvoert van het nummer River, oorspronkelijk van Joni Mitchell. Andere covers op de plaat zijn Blue Alert en Half the Perfect World van Leonard Cohen en Anjani Thomas en Smile van Charlie Chaplin, John Turner en Geoffrey Parsons.

## Prijzen
Op 12 juli 2007 kreeg Peyroux de prijs voor 'Best International Jazz Artist' bij de BBC Jazz Awards.

## Publiek optreden
Madeleine Peyroux zoekt niet graag de publiciteit en beweegt zich het liefst op de achtergrond. Regelmatig verdwijnt ze enige tijd 'uit beeld', zoals toen ze zich na het succes van haar eerste cd terugtrok uit de schijnwerpers om weer straatmuzikant te worden.
Een spraakmakend voorval deed zich voor in augustus 2005, toen Peyroux in Groot-Brittannië was voor promotie van haar cd Careless Love, maar niet kwam opdagen bij afspraken. De platenmaatschappij zette een privédetective in om haar op te sporen, nadat de platenbazen en haar management een week lang geen contact met haar konden krijgen. Reeds drie dagen later berichtte de BBC dat de zangeres boven water was en dat zij gewoon met haar manager in New York was. Volgens de berichtgeving maakte ze het volgens verklaring van de manager goed, maar wilde ze geen verder promotiewerk meer doen voor de cd Careless Love, die op dat moment op nummer 7 in de UK Albums Chart stond.
Een dag na dat bericht liet manager Cynthia B. Herbst volgens The New York Times weten dat de zangeres geen moment vermist was geweest en dat ze gewoon thuis uitrustte van de tournee die ze achter de rug had. De nieuwsberichten over de vermissing van Madeleine Peyroux zouden het resultaat zijn van een hoax met zijn bron in Groot-Brittannië.

## Taal en nationaliteit
Velen denken dat Madeleine Peyroux uit Frankrijk komt, vanwege haar naam en het feit dat ze vloeiend Frans spreekt en een Franse oorsprong heeft. Ze heeft echter de Amerikaanse nationaliteit. Peyroux covert ook Franstalige nummers, maar verreweg haar meeste liedjes zijn in het Engels.

## Discografie

### Albums
| Album met eventuele hitnotering(en) in de Nederlandse Album Top 100 | Datum van verschijnen | Datum van binnenkomst | Hoogste positie | Aantal weken | Opmerkingen         |
| ------------------------------------------------------------------- | --------------------- | --------------------- | --------------- | ------------ | ------------------- |
| Dreamland                                                           | 1996                  | -                     |                 |              |                     |
| Got you on my mind                                                  | 2004                  | -                     |                 |              | met William Galison |
| Careless love                                                       | 2004                  | 23-04-2005            | 18              | 43           |                     |
| Half the perfect world                                              | 01-09-2006            | 09-09-2006            | 19              | 17           |                     |
| Bare bones                                                          | 09-03-2009            | 14-03-2009            | 33              | 9            |                     |
| Standing on the rooftop                                             | 03-06-2011            | 16-07-2011            | 81              | 2            |                     |
| The blue room                                                       | 2013                  | 06-04-2013            | 42              | 1*           |                     |
| Keep Me In Your Heart For A While - The Best Of Madeleine Peyroux   | 2014                  | -                     |                 |              |                     |
| Secular Hymns                                                       | 2016                  | -                     |                 |              |                     |
| Anthem                                                              | 2018                  | -                     |                 |              |                     |

| Album met hitnotering(en) in de Vlaamse Ultratop 200 albums | Datum van verschijnen | Datum van binnenkomst | Hoogste positie | Aantal weken | Opmerkingen |
| ----------------------------------------------------------- | --------------------- | --------------------- | --------------- | ------------ | ----------- |
| Careless love                                               | 2004                  | 22-01-2005            | 54              | 20           |             |
| Half the perfect world                                      | 2006                  | 16-09-2006            | 41              | 11           |             |
| Bare bones                                                  | 2009                  | 21-03-2009            | 49              | 6            |             |
| Standing on the rooftop                                     | 2011                  | 18-06-2011            | 77              | 3            |             |

### Singles
| Single met hitnotering(en) in de Vlaamse Ultratop 50 | Datum van verschijnen | Datum van binnenkomst | Hoogste positie | Aantal weken | Opmerkingen |
| ---------------------------------------------------- | --------------------- | --------------------- | --------------- | ------------ | ----------- |
| Changing all those changes                           | 2013                  | 23-03-2013            | tip96*          |              |             |